# Boční oltář

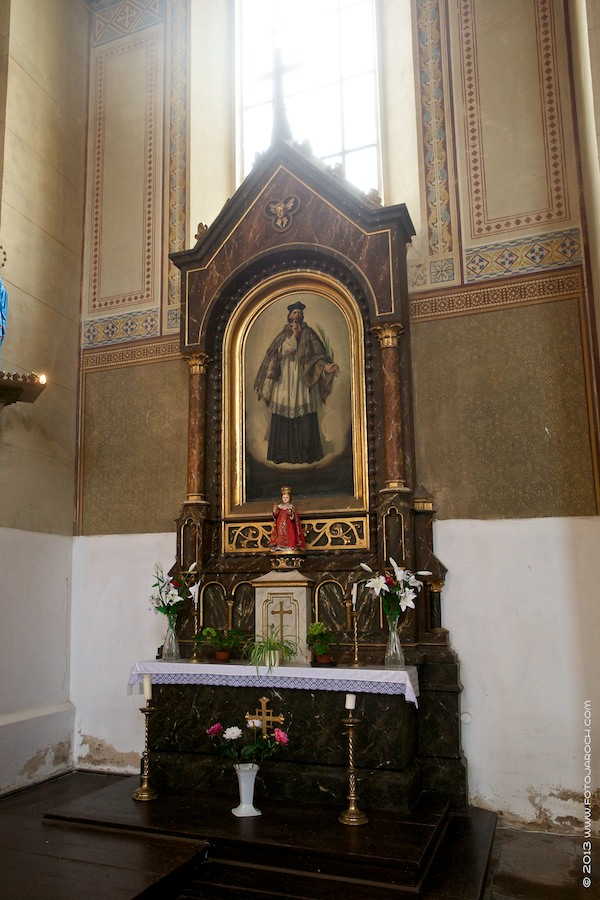
Boční oltář v kostel sv. Jana Křtitele v Dolních Hbitech

Boční oltář či postranní oltář je oltář, který je liturgicky podřízen ústřednímu nebo hlavnímu oltáři v kostele. Termín se obecně používá pro oltáře, které se nacházejí u boku nebo na bocích kostelní lodi, transeptu apod. Postranní oltáře mohou být umístěny v boční kapli, nebo u zdi hlavní lodi.